# Herbert Dick
Herbert Dick (Gatooma, 2 settembre 1979) è un ex calciatore zimbabwese, di ruolo difensore.

## Caratteristiche tecniche
Difensore centrale, poteva giocare anche come terzino destro o come centrocampista.

## Carriera

### Club
Nel gennaio 2006, dopo aver giocato all'AmaZulu, si trasferisce al Monomotapa United. Nell'estate 2006 viene prestato al Legia Varsavia. Nel 2007 viene acquistato dall'Highlanders. Nel 2009 si trasferisce al Bantu Rovers. Nel 2011 passa al Chicken Inn. Nel 2013 viene acquistato dall'How Mine.

### Nazionale
Ha debuttato in Nazionale nel 2003. Ha partecipato, con la Nazionale, alla Coppa d'Africa 2006. Ha collezionato in totale, con la maglia della Nazionale, 10 presenze.